# Michael Düchs
Michael „Michi“ Düchs (* 1975) ist ein deutscher Filmautor, Moderator und Alpinist. Bereits in jungen Jahren war er bergsteigerisch aktiv, auch als Jugendleiter beim DAV in der Sektion Oberland. Michael Düchs absolvierte ein Geographiestudium, übte den Beruf jedoch nicht aus, sondern begann mit einem Volontariat als Journalist beim Bayerischen Rundfunk. Parallel machte er erfolgreich die Ausbildung zum staatlich geprüfter Berg- und Skiführer. Er lebt mit seiner Familie in München.
2018 hat er von Michael Pause, der in den Ruhestand ging, die Sendung Bergauf-Bergab im Bayerischen Fernsehen als Moderator übernommen. Er war bereits vorher als Filmautor und redaktioneller Mitarbeiter Teil des Teams.